# نيو كنسينغتون
نيو كنسينغتون (بالإنجليزية: New Kensington, Pennsylvania)‏ هي مدينة تقع في مقاطعة ويستمورلاند (بنسيلفانيا) بولاية بنسيلفانيا في الولايات المتحدة. تبلغ مساحة هذه المدينة 11 (كم²)، وترتفع عن سطح البحر 338.3 م، بلغ عدد سكانها 13116 نسمة في عام 2010 حسب إحصاء مكتب تعداد الولايات المتحدة.

## الموقع الجغرافي
الموقع الجغرافي للمناطق المحيطة بهذه النقطة هو كالتالي:

## معرض صور

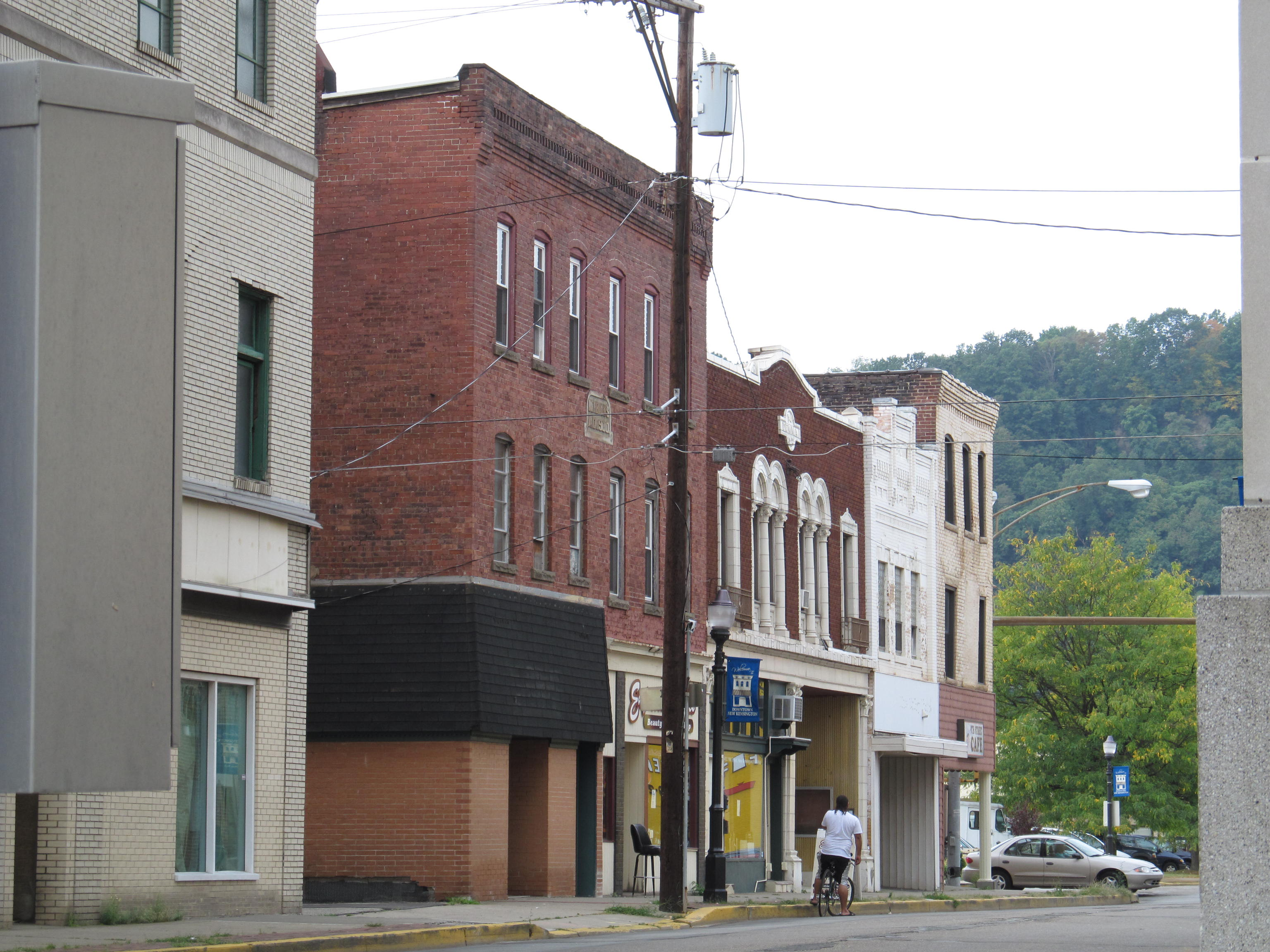
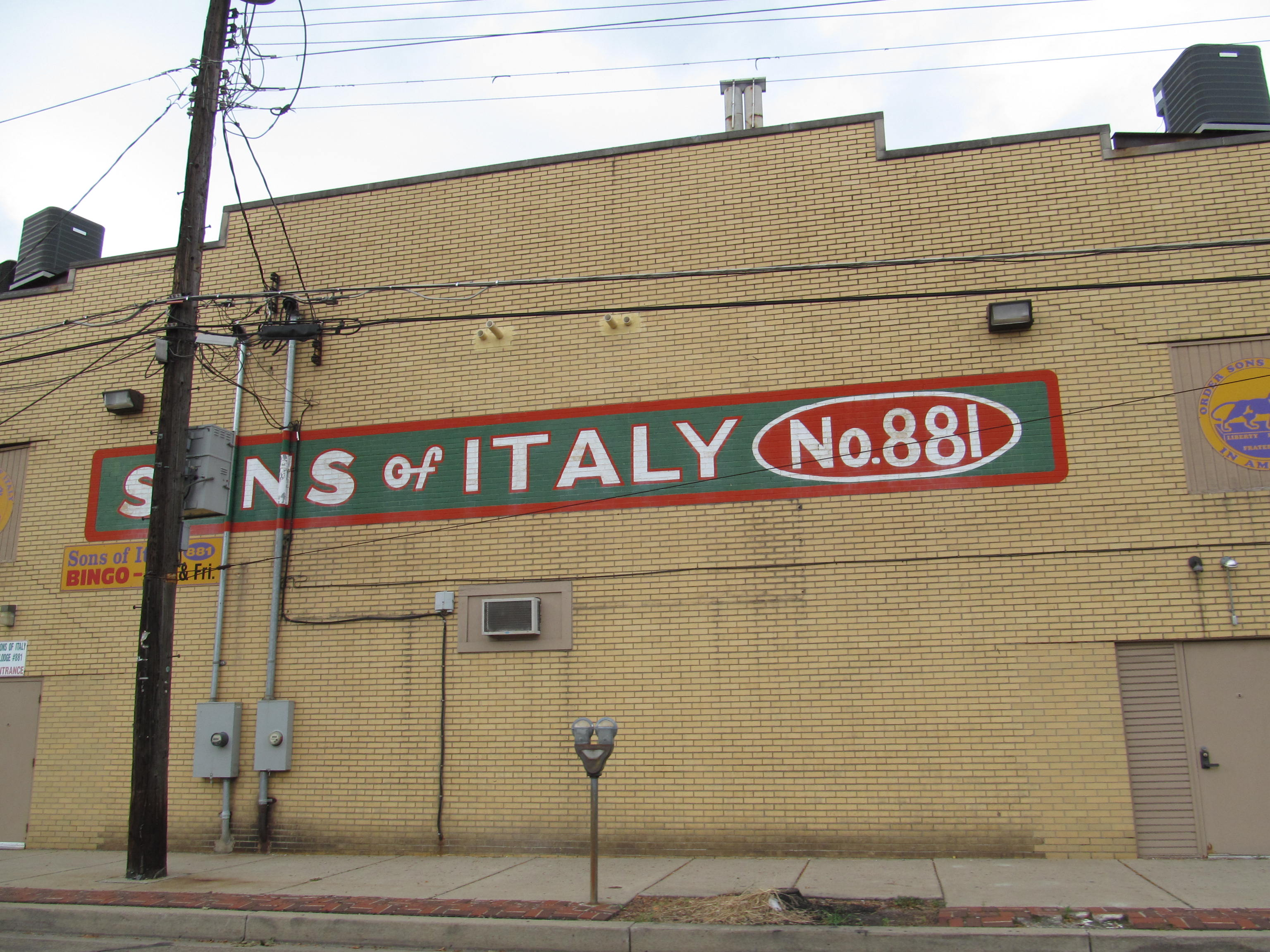
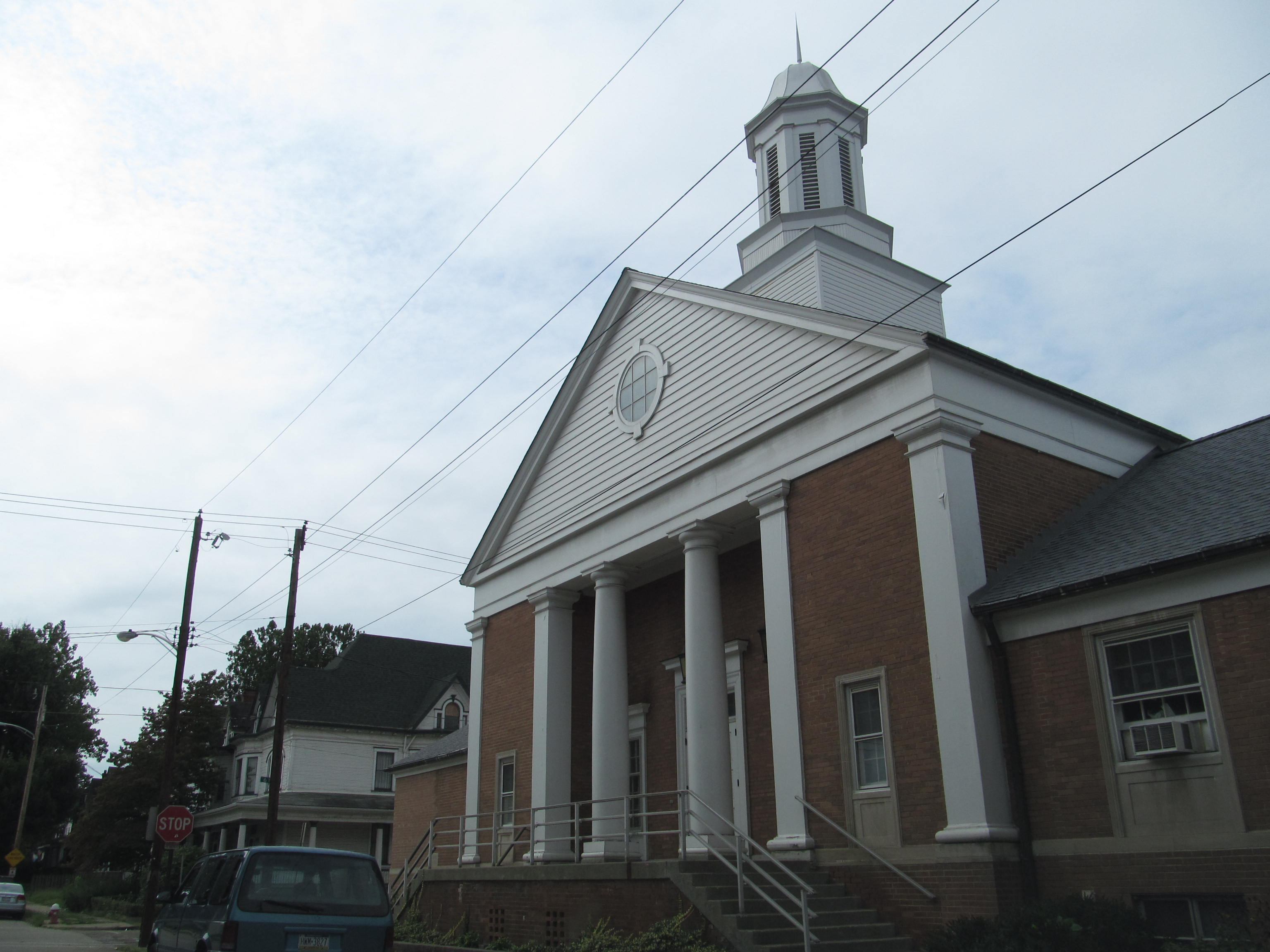
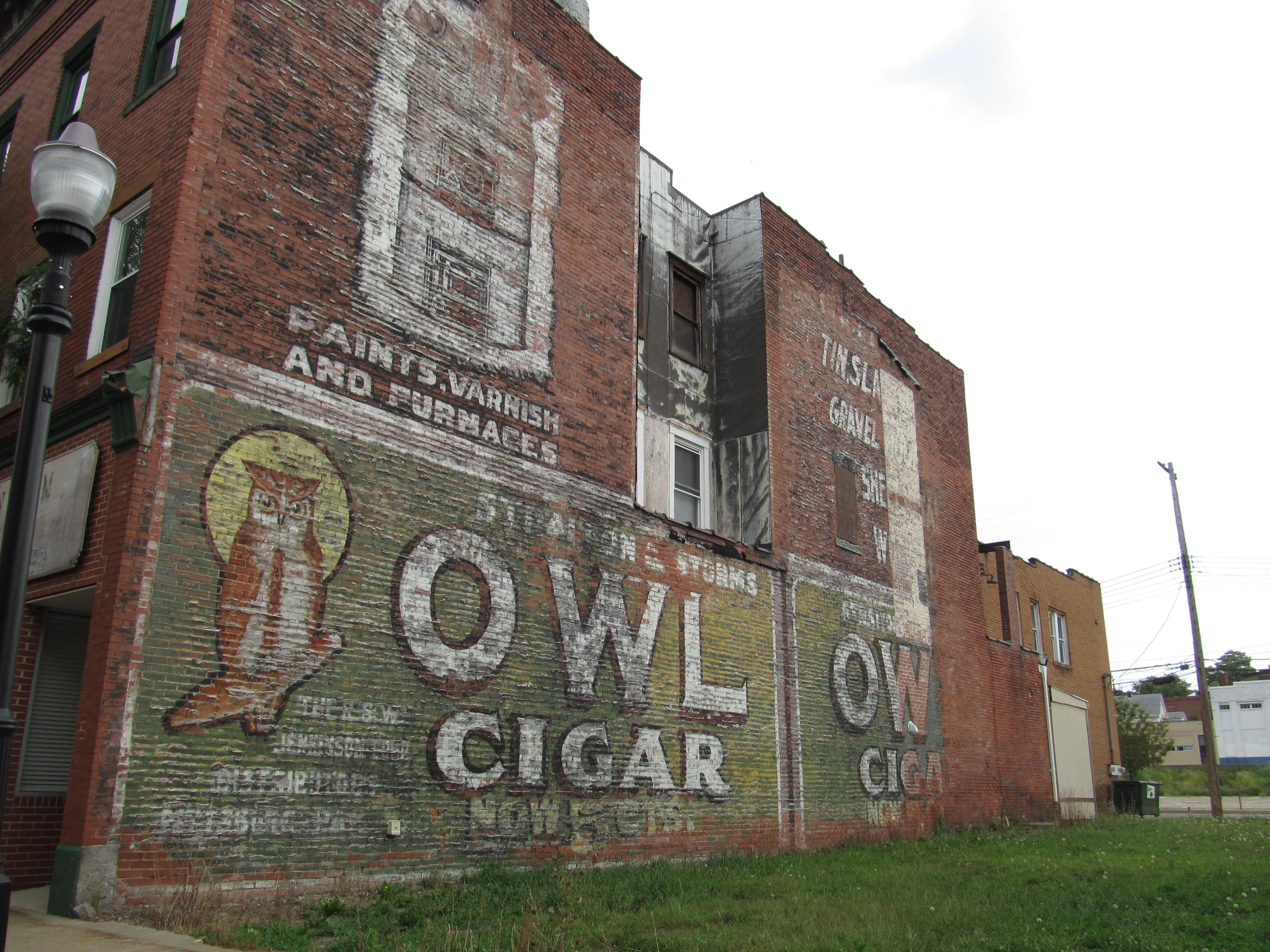
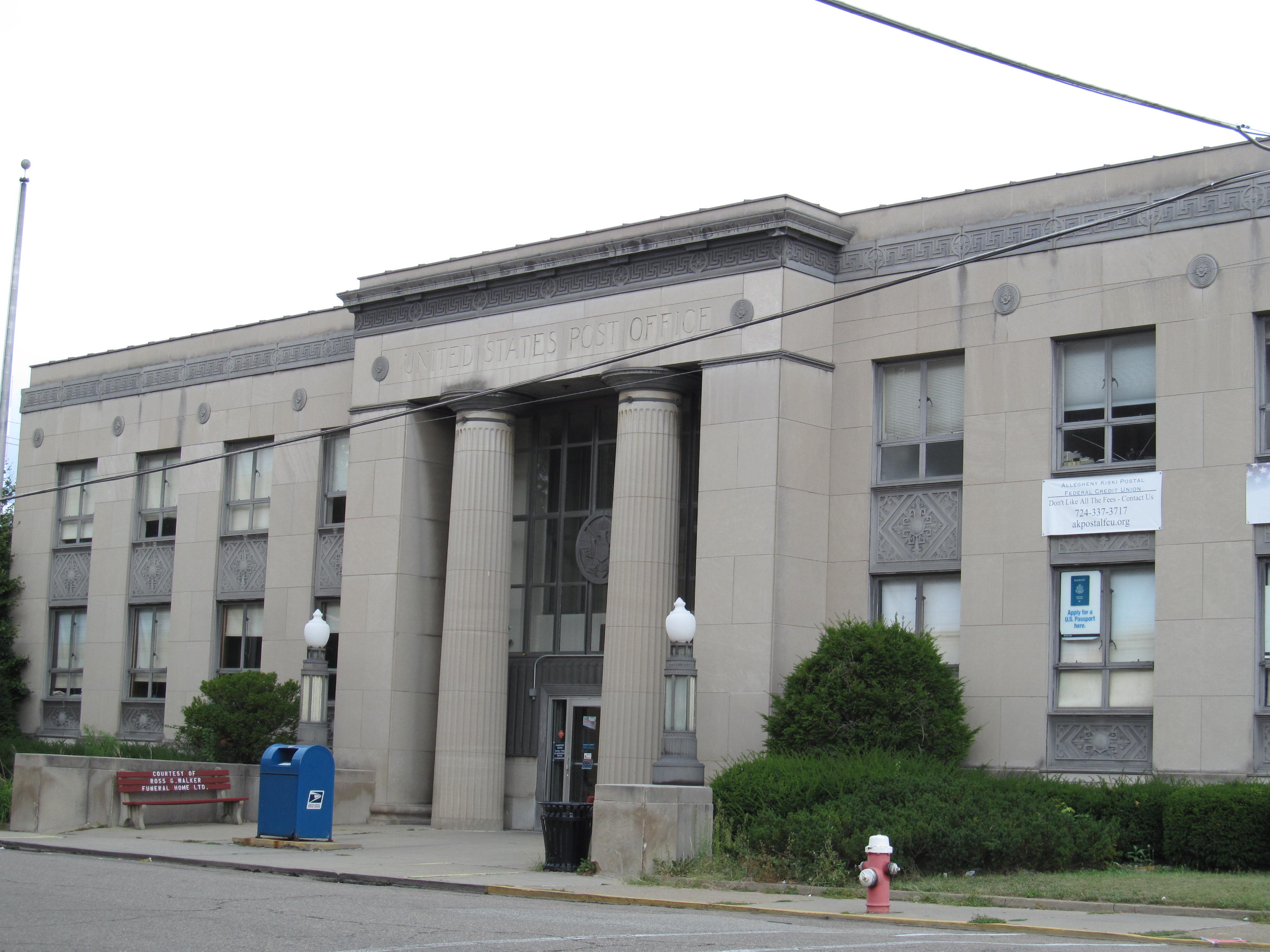
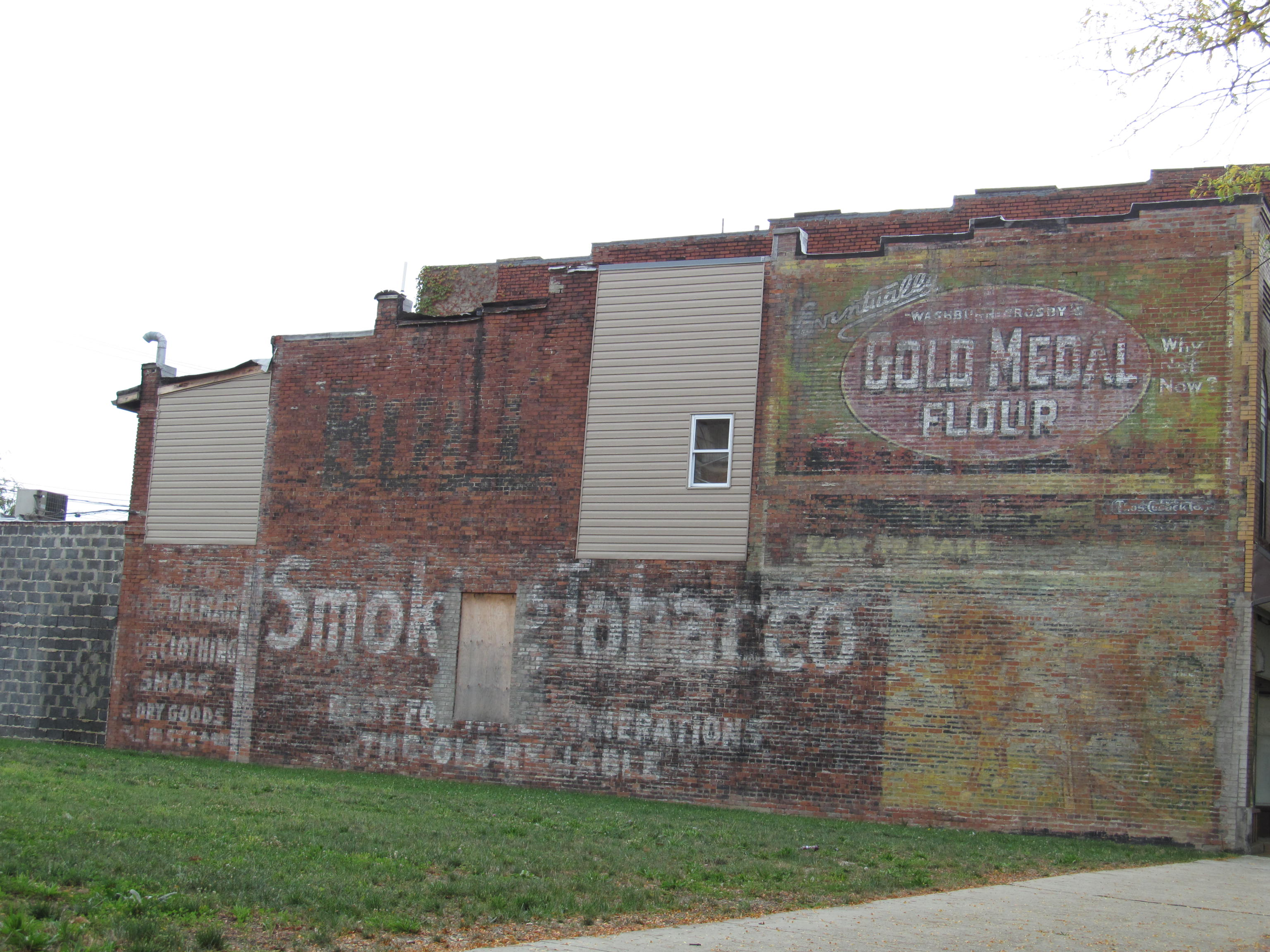

## أعلام
- رالف فريتز
- لورينزو فريمان
- جيفري أ. هارت
- بادي جانيت
- ويليام كينيث هارتمان
- هاري زيلر
- ك. إل. شميت

## وصلات خارجية
- The US50 - Cities and Towns in Pennsylvania State

قالب:مدن بنسيلفانيا